# Organización territorial de Sierra Leona

Provincias de Sierra Leona

Distritos de Sierra Leona

Sierra Leona se divide en cuatro provincias y un área especial, que alberga la capital:
- Provincia del Este
- Provincia del Norte
- Provincia del Noroeste
- Provincia del Sur
- Área Occidental

Las provincias a su vez están divididas en un total de 16 distritos.